# 日本農薬
日本農薬株式会社（にほんのうやく、英: Nihon Nohyaku Co., Ltd.）は、東京都中央区に本社を置く、古河グループの農薬・医薬品を製造する企業である。
1928年に設立。農薬のみならず水虫薬をはじめとした医薬品やシロアリ駆除剤等の化学品、AI病害虫雑草診断アプリ等のスマート農業分野など事業領域を拡大。
自社で抗真菌薬のラノコナゾールを創薬しており、処方箋医薬品は「アスタット」の商品名でマルホが、一般用医薬品は「ピロエースZ」の商品名で第一三共ヘルスケアがそれぞれ製造販売している（かつては製造も手掛けていたが、現在はそれぞれの販売会社で製造・販売を手掛けている）。

## 主力製品・事業
- 農薬
- 医薬品
- 医薬部外品
- 動物用医薬品
- 水産動植物用薬剤
- 工業用薬品
- 有機中間体
- 木材用薬品
- 水処理薬剤および装置
- 農業資材

## 主要事業所
- 本社（東京都中央区）
- 鹿島工場（茨城県神栖市）
- 総合研究所（大阪府河内長野市）
- 長沼ナーセリー（北海道夕張郡長沼町）

## 沿革
（この節の出典）
- 1928年（昭和3年） - 旭電化工業（現在のADEKA）の農薬部門と藤井製薬の合併により、大阪で日本農薬株式会社設立。
- 1956年（昭和31年） - 化学研究所竣工。
- 1959年（昭和34年） - 本社を東京に移転。
- 1963年（昭和38年） - 東京証券取引所第二部上場。
- 1969年（昭和44年） - マレーシアACM社（マレーシア農薬）設立。
- 1973年（昭和48年） - 安全性研究所新設。
- 1985年（昭和60年） - 東京証券取引所第一部上場。
- 1991年（平成3年） - 医薬研究所新設。
- 1995年（平成7年） - 総合研究所完成。
- 2002年（平成14年） - 三菱化学株式会社より農薬事業を譲受。前年にスイスのシンジェンタに買収されたトモノアグリカから一部製品を譲受。
- 2013年（平成25年）- 本社を京橋（東京都中央区）に移転
- 2018年（平成30年）- ADEKAによる株式公開買付け及び第三者割当増資引受により、同社の子会社となる。

## 自社原体
販売名を括弧書きにて記載。

### 【農薬】
殺菌剤
- イソプロチオラン（フジワン） - 稲用殺菌剤ではあるが、活着促進・登熟歩合向上などの植調剤的な効果もあり、またリンゴの野ネズミに対する忌避効果もある。
- 塩基性硫酸銅（Zボルドー） - 旧トモノアグリカからの導入品
- フルオルイミド（ストライド） - 旧名スパットサイド
- フルトラニル（モンカット）
- フェノキサニル（アチーブ）
- チアジニル（ブイゲット、アプライ）

殺虫剤・殺ダニ剤
- ブプロフェジン（アプロード） - 家庭園芸用エアゾル剤「ベニカDX」も同社が製造（販売は住友化学園芸）
- イソプロカルブ（ミプシン）
- フェノブカルブ（バッサ）
- フェンピロキシメート（ダニトロン）
- テブフェンピラド（ピラニカ）
- トルフェンピラド（ハチハチ）
- フルベンジアミド（フェニックス、スティンガー）
- メタフルミゾン（アクセル、クロスガード、コロニーバスター）
- ピリフルキナゾン（コルト）

除草剤
- クロルフタリム（ダイヤメート） - 旧ローヌ・プーラン油化アグロ（現・バイエルクロップサイエンス）からの導入品。元々、同原体は旧三菱油化（現・三菱化学）が創生したものである。このため、ローヌ・プーラン油化アグロから製剤が発売されていた時期には、その商品名の頭に「三菱油化」と入っていた。（ローヌ・プーラン油化アグロの“油化”は、三菱油化のことである。）
- ピラフルフェンエチル（エコパート、デシカン、サンダーボルト） - プロトックス阻害剤。単味剤は接触剤であり（浸透移行性ほぼ無し）、植物の緑色部にのみ作用し、噴霧のかかった部分のみ枯れる。それぞれ、ムギ用除草剤、バレイショ用枯調剤、園芸・緑地管理用非選択性除草剤である。うち、サンダーボルトは、ゼネカ（現・シンジェンタ）との共同開発品で、グリホサートとの混合剤であり、グリホサート単味剤よりも夏場の効果発現が早く、かつ各単味剤より有効成分含量が少ないため、作物に対する（ドリフト飛散による）薬害や、環境への悪影響が少ない。いずれの薬剤も土壌に落ちると不活化、分解され、また噴霧が水田や河川、池などに流入しても速やかに薄まるので、魚毒性が少ない。種子には作用しないため、本剤では種子からの発芽は抑制できない。
- インダノファン（ダイナマン、マサカリ、トレビエース、ライジンパワー）
- イソウロン（イソキシール） - 塩野義製薬からの導入品

### 【医薬・動物薬】
- マロチラート（カンテック）
- イソプロチオラン（フジックス: 動物用医薬品）
- ラノコナゾール（アスタット、ウィンダム、ピロエース）
- ルリコナゾール（ルリコン）
- ピリプロール（プラクティック）
- メタフルミゾン（プロメリス）

## 主要関係会社

### 国内グループ企業
- 株式会社ニチノー緑化
- 株式会社ニチノーサービス
- 日本エコテック株式会社
- アグリマート株式会社

### 海外グループ企業
- Nichino America ,Inc.
- Nichino Europe Co. Ltd.
- Nichino India Pvt. Ltd.
- Sipcam Nichino Brasil S.A.[2]
- 日佳農葯股份有限公司